# Jozef Šimko
Jozef Šimko (ur. 29 stycznia 1909 w Záturčiu, zm. 26 grudnia 1983 w Nowej Wsi Spiskiej) – słowacki taternik, działacz turystyczny i autor literatury taternickiej.
Jozef Šimko był z zawodu nauczycielem, potem podjął pracę jako inspektor szkolny. W 1927 roku został członkiem JAMES-u – czechosłowackiego klubu taternickiego, w latach 1945–1948 był jego ostatnim prezesem. W 1929 roku był chatarem Schroniska Zbójnickiego w Dolinie Staroleśnej.
W 1928 roku Šimko rozpoczął działalność pisarską na tematy tatrzańskie. Jego taternickie artykuły ukazywały się słowackich czasopismach turystycznych, m.in. w „Krásach Slovenska”. Wraz z Františkiem Liptákiem był autorem przewodnika turystycznego Vysoké Tatry, który ukazał się w 1942 roku.